# Panieńskie Skały (Dolina Prądnika)

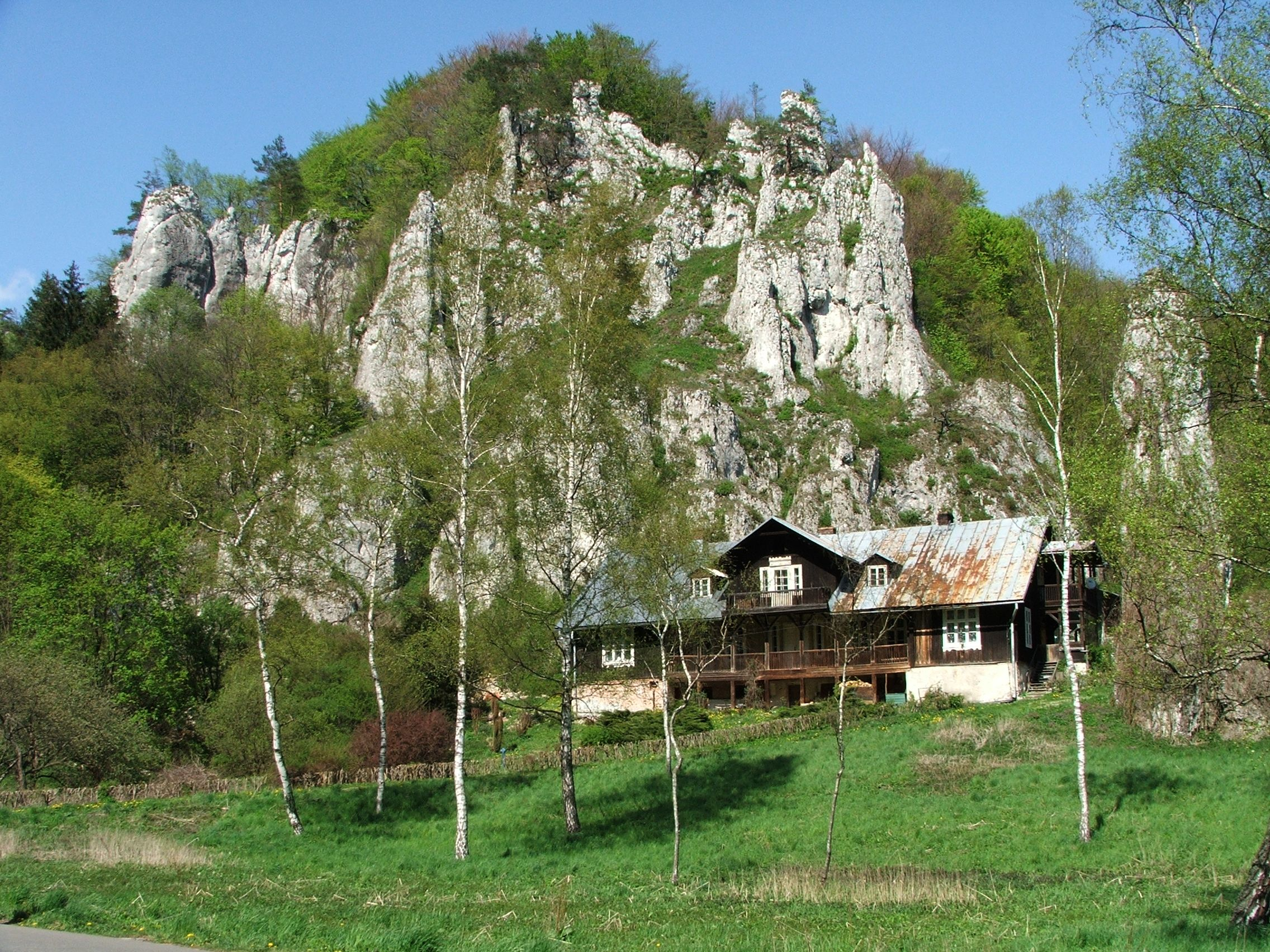
Willa „Pod Koroną” pod Panieńskimi Skałami

Panieńskie Skały – strome wapienne skały na wschodnich zboczach Doliny Prądnika w Ojcowskim Parku Narodowym. Znajdują się w środkowej części doliny, w wylocie bocznego Wąwozu Wrześnik. Naprzeciwko nich znajdują się Skały Kawalerskie, zaś w środku pomiędzy nimi samotna iglica skalna – Igła Deotymy. W skałach tych można dostrzec starsze poziomy dna potoku Prądnik. W otoczeniu skał rosną nasadzone brzozy ojcowskie, gatunek bardzo rzadki, znany z nielicznych stanowisk. U podnóża Panieńskich skał stoi willa „Pod Koroną”, w której niegdyś mieszkała poetka Jadwiga Łuszczewska, tu w Dolinie Prądnika czerpiąc natchnienie do swoich wierszy. W latach 1956–1959 w willi tej mieściła się dyrekcja Ojcowskiego Parku Narodowego.
Nazwę skał tłumaczy legenda. Według niej siostry klaryski z klasztoru w Zawichoście uciekały przed Tatarami do Grodziska. Tu w Dolinie Prądnika Tatarzy zaczęli ich doganiać. Broniąc się przed pohańbieniem i śmiercią, uprosiły Boga, by zamienił je w skały. Ich skamieniałe sylwetki mają zdobić do dzisiaj Dolinę Prądnika.
Dawniej w nieistniejącej już willi „Sybilla” u podnóża Panieńskich Skał istniał założony w 1855 r. przez lekarza Lucjana Kowalskiego zakład hydropatyczny „Sybilla”, zalążek późniejszego uzdrowiska w Ojcowie.